# Свети Дух (Маточина)
„Свети Дух“ е средновековна скална църква при село Маточина, България, датирана от Х век – времената на цар Симеон Велики, когато има силно възраждане на монашеството и аскетизма в християнството във връзка с подема му в България и византийската епоха на иконоборски вълнения. Подобно на съседната Михаличка скална църква, на съвременния им старобългарски Мурфатларски скален комплекс и пр., като тях и тя е изсечена в скалисто възвишение. Отстои на 2 km югозападно от село Маточина.
Оформена е като правоъгълно засводено помещение, в което се влиза през къс, също така сводест коридор. Тази скална църква е дялана в самата скала само с помощта на ръчни инструменти. Общата дължина на храма е 14,05 m, а само на коридора е 4,20 m. Най-високата точка на свода в коридора е 3,5 m, широчината му е 3 m. От двете страни на входния коридор до изхода има по две квадратни ниши. По-навътре, от лявата страна, на същата височина (1,5 m от сегашното ниво) има още една такава ниша.
Вляво от входа, в скалата личат изсечени стъпала, водещи към обширно платото, под което се намира църквата. Точно над входа са запазени следи от издълбани в скалата форми с култово предназначение, най-вероятно от времето на траките. При самия външен край на входния коридор има два успоредни врязани улея за вратата. Над черквата в скалата са издълбани няколко гроба, ориентирани изток-запад.
В по-новата история скалната църква е носила името „Свети Дух“ и е действала като църковен храм на три села – Маточина, Варник и несъществуващото вече село Благунци. На платото над църквата дълги години се е провеждал многолюден събор. Едва през 1934 г. в Маточина е построена нова църква „Св. св. Константин и Елена“ и постепенно църковния живот във „вехтата черква" замира.